# Lupin no musume
Lupin no musume (ルパンの娘?, Rupan no musume, lett. "La figlia di Lupin"), noto anche con il titolo internazionale Daughter of Lupin, è una serie televisiva giapponese trasmessa a partire dal 2019 e tratta dal romanzo omonimo.

## Trama
Hana Mikumo appartiene a una famiglia in cui ogni componente è un ladro, e si innamora del giovane Kazuma Sakuraba, scoprendo che al contrario lui fa parte di una famiglia in cui è ognuno è un poliziotto. La ragazza deve tenere l'amato all'oscuro della sua vera identità, sebbene sia i suoi genitori che quelli del ragazzo desiderino la rottura del rapporto fra i due.